# Diapensia
Genre
Classification APG III (2009)
Genre
Diapensia est un genre de plantes à fleurs de la famille des Diapensiaceae. 

## Liste d'espèces
- Diapensia himalaica J. D. Hooker & Thomson, 1857
- Diapensia lapponica L., 1753
- Diapensia obovata (Fr. Schm.) Nakai, 1922
- Diapensia purpurea Diels, 1912
- Diapensia wardii W. E. Evans, 1927